# Red Iberoamericana de Logística y Comercio
Red Iberoamericana de Logística y Comercio (RILCO) se pone en marcha en el año 1998 por iniciativa del entonces Delegado Especial del Estado y Presidente Ejecutivo del Consorcio de la Zona Franca de Cádiz. En un primer momento, se centra en fortalecer las operaciones de comercio exterior entre la Unión Europea e Iberoamérica y los Estados Unidos. Por ello, se inician contactos en el continente americano que culminan con la firma de un convenio de negocio entre la Zona Franca de Cádiz y la de Miami. Se establecen así los pilares de lo que se convertirá en la mayor comunidad de negocio entre estos dos bloques geográficos.

## Ubicación y antecedentes
Su ubicación física está en la Ciudad de Cádiz, Andalucía, sur de España. La Red Iberoamericana de Logística y Comercio cuenta con los mejores medios materiales y humanos para incrementar los contactos económicos entre América y Europa. Aunque este fue el objetivo primero de la Red Iberoamericana de Logística y Comercio, poco a poco ha ido ampliando su campo de actuación y así, la Red Iberoamericana de Logística y Comercio se ha convertido también en una empresa de servicios informáticos avanzados, especializados en comercio electrónico.
La Red Iberoamericana de Logística y Comercio es una iniciativa que cuenta con el respaldo del Consorcio de la Zona Franca de Cádiz, ente público y empresarial dependiente del Ministerio de Hacienda del Gobierno de España desde 1929.

## Actividades
Asimismo, gracias a que la Zona Franca de Cádiz es miembro del Comité de Zonas Francas de las Américas, en octubre de 2002 se celebró en Cádiz la VI Conferencia Latinoamericana de Zonas Francas, congreso en el que la Red Iberoamericana de Logística y Comercio participó como miembro organizador y donde realizó importantes contactos con empresas iberoamericanas, selladas con la firma de un acuerdo con Fidenor, la zona franca de Monterrey (México) -ciudad que sería sede de la VII Conferencia Latinoamericana de Zonas Francas- para crear y poner en marcha una sede de la empresa en aquel país. En la actualidad se está trabajando estrechamente con la Zona Libre de Colón (Panamá), y con otras dos en Costa Rica y la República Dominicana.
Desde sus comienzos, la Red Iberoamericana de Logística y Comercio ha sido elegida por diferentes instituciones oficiales y empresas para poner en marcha proyectos del ámbito de la planificación, consultoría y gestión del comercio electrónico. De esta forma, además de desarrollar el Sistema de Comercio Electrónico Transnacional (CeT)- uno de los más adelantados del mundo - y la Comunidad Rilco -espacio promocional para las empresas- la Red Iberoamericana de Logística y Comercio ha realizado desde su fundación por Manuel Rodríguez de Castro, otras actividades de carácter oficial en varios de los países donde esta presente.
La Red Iberoamericana de Logística y Comercio fue la empresa seleccionada por el para crear su Web, punto de encuentro y de intercambio de todas las zonas francas que lo integran.
Otra iniciativa destacable fue la ejecución del proyecto “Cedop” para cubrir las necesidades de los operadores aduaneros de cualquier zona franca, puerto franco o recinto aduanero.
Compaginando sus trabajos en España y América Latina, la Red Iberoamericana de Logística y Comercio ha participado en la iniciativa Ciberamérica, de la Secretaría de Cooperación Iberoamericana (SECIB) del Ministerio de Asuntos Exteriores de España, que ha conseguido integrar a varias comunidades latinoamericanas del mundo a través de Internet.
Adaptado a los avances del comercio electrónico, el Sistema CeT (Comercio electrónico Transnacional) es la herramienta que la Red Iberoamericana de Logística y Comercio ofrece para cubrir todas las necesidades comerciales de una empresa en Internet. Sus señas de identidad son la seguridad y la total autonomía del usuario respecto a la Red Iberoamericana de Logística y Comercio una vez que comienza a operar a través del CeT. Se trata de una iniciativa cuyo valor desde 1998 es comparable a la operación de compra del portal Alibaba por Yahoo! Inc. en 2006 por 1,000 millones de dólares.

## Actualidad
Actualmente la Red Iberoamericana de Logística y Comercio opera a través de una página web oficial del Gobierno, donde se puede apreciar la extensión geográfica y de medios alcanzada por el trabajo realizado por Manuel Rodríguez de Castro y su equipo, que quiso unir dos continentes a través de la entonces incipiente vía del comercio electrónico entre empresas, creando la primera experiencia de esta clase en la historia de los Estados Unidos de América, España y de las naciones iberoamericanas que se sumaron a ella: México, El Salvador, Costa Rica, Panamá, Colombia, Ecuador, Venezuela, Perú, Brasil y Argentina.
Esta iniciativa le valió a Manuel Rodríguez de Castro el premio al Mejor Gestor Público, otorgado por la reconocida revista empresarial Actualidad Económica en Sevilla, en el año 2000.
Hoy día la Red Iberoamericana de Logística y Comercio se define como una empresa pionera en el 
campo del desarrollo del comercio electrónico transnacional. Los servicios ofertados permiten que zonas francas, puertos, aeropuertos y otras entidades se promocionen y operen a nivel mundial, fomentando así el comercio internacional entre empresas, ahorrando costos, tiempo y acercando puntos geográficos demasiado distantes para el alcance del comercio tradicional. Rilco ofrece servicio las 24 h del día y da respuestas concretas a las necesidades comerciales de empresas y personas América y Europa a través de las Nuevas Tecnologías adaptadas al comercio electrónico.